# 다 잘된 거야
《다 잘된 거야》(프랑스어: Tout s'est bien passé)는 2021년에 개봉한 프랑스의 드라마 영화이다. 프랑수아 오종이 감독과 각본을 맡았다. 프랑스에서는 2021년 9월 22일에, 대한민국에서는 2022년 9월 7일에 개봉되었다.

## 줄거리
쓰러져 병원에 입원중인 아빠 앙드레에게 자신의 죽음을 도와달라는 말을 듣게된 딸 엠마뉘엘은 동생 파스칼과 상의를 하게 되고 고집을 꺾지 않고 계속되는 아빠 앙드레의 요청에 결국 존엄사에 대해 주변에 알아보게 되고 이를 실행하기 위해 스위스의 기관에 연락하게 되는데...

## 출연진

### 주연
- 소피 마르소 - 엠마뉘엘 역
- 앙드레 뒤솔리에 - 앙드레 역
- 제랄딘 팔리아스 - 파스칼 역

### 조연
- 샬롯 램플링 - 클로드 역
- 에릭 카라바카 - 세르주 역
- 한나 쉬굴라